# فيونا ماكدونالد
فيونا ماكدونالد (بالإنجليزية: Fiona MacDonald)‏ هي لاعبة كرلنغ بريطانية، ولدت في 9 ديسمبر 1974 في بيزلي في المملكة المتحدة.

## وصلات خارجية
- فيونا ماكدونالد على موقع الاتحاد الدولي للكرلنغ (الإنجليزية)
- فيونا ماكدونالد على موقع الاتحاد الدولي للكرلنغ (الإنجليزية)
- فيونا ماكدونالد على موقع اللجنة الأولمبية الدولية (الإنجليزية)
- فيونا ماكدونالد على موقع أوليمبيديا (الإنجليزية)
- فيونا ماكدونالد على موقع اللجنة الأولمبية البريطانية (الإنجليزية)